# John Hedberg (konstnär)
Johan (John) Konrad Hedberg, född 1895 i Falun, död 1957 i Stockholm, var en svensk målare.
Hedberg studerade vid Konstakademien och i Paris och har målat porträtt, figurmotiv, landskap och stadsbilder från Falun, Paris och Stockholm. Han är representerad på Moderna museet och Stockholms stadsmuseum.
Bland Hedbergs verk märks en målning av Slussbyggnadskommittén på Stockholms stadsmuseum.